# Курдаков, Сергей Николаевич
Серге́й Никола́евич Курдако́в (1 марта 1951, Новосибирская область — 1 января 1973, Раннинг-Спрингс, Калифорния) — советский моряк, бежавший из СССР и ставший проповедником.

## Биография
В детстве остался сиротой и жил в Барышевском детском доме. Поступил в мореходное училище в Петропавловске-Камчатском. Был секретарём комсомольской организации училища. Неизвестно точно, насколько верно по поводу сироты; но значительно позднее, между 1976 и 1978 годами, в «Камчатской правде» была размещена большая статья по поводу побега Курдакова, в которой было сообщено, что у него в Советском Союзе остались мать и сестра.
Согласно книге Курдакова, во время учёбы в училище он руководил оперативной группой из курсантов, которая, по указанию милиции, разгоняли собрания баптистов; при этом они избивали верующих и издевались над ними.
Был дублёром начальника радиостанции (то есть, находился на плавательской[что?] практике после окончания 4-го курса на БМРТ — большом морозильном рыболовном траулере); 3 сентября 1971 года, находясь в бухте Тассу-Саунд у берегов Канады, спрыгнул в воду, скатившись с кормового слипа.
Он доплыл до берега (расстояние составляло от 1 (одного) до 3-х км; надо заметить, Курдаков был отлично физически развит, имел высокие спортивные разряды по плаванию и самбо, занимал призовые места на соревнованиях по этим видам спорта). Ему было разрешено остаться в Канаде. Некоторое время жил в Торонто.
В мае 1972 года переехал в Калифорнию, где сотрудничал с христианской организацией Underground Evangelism[значимость факта?]; публично выступал с рассказами о том, как преследовал христиан в СССР и о том, как вскоре после побега «обратился к Богу».

### Смерть
Погиб 1 января 1973 года.  Первоначально полиция предполагала самоубийство (предположительно, застрелился из револьвера), но потом пришла к выводу, что это был несчастный случай. Похоронен на кладбище Рок-Крик в Вашингтоне, на надробии слова на русском и английском языках: «Воистину свободен» (англ.: Free Indeed).

## Книга
Вскоре после смерти Курдакова была издана его книга-автобиография «Преследователь» («The Persecutor»), издававшаяся также под названием «Прости меня, Наташа» (англ.: «Forgive Me, Natasha»). Книга стала бестселлером и впоследствии была переведена с английского на множество языков, включая русский, немецкий, нидерландский, испанский, французский.